# Língua gilbertesa
O gilbertês ou quiribati (kiribati) é um idioma pertencente à família linguística austronésia, pertencente ao ramo oceânico e do sub-ramo micronésio, tradicionalmente falada no Quiribáti e em outros países localizados no oceano Pacífico, bem como por cidadãos quiribatianos e pela diáspora quiribatiana pelo mundo. É uma língua da classe Verbo-Objeto-Sujeito (VOS).

## Nome
O nome "Quiribáti" (Kiribati, pronunciado localmente /kiribass/, /kiribassi/ ou /kiribati/) é como os nativos pronunciavam "Gilberts", maneira como chamavam o capitão da marinha britânica Thomas Gilbert que, juntamente com o capitão John Marshall, foram os primeiros europeus a descobrir as ilhas Gilbert, em 1788. O nome oficial nativo da língua é te taetae ni Kiribati, ou "a língua quiribati".
A primeira descrição completa do idioma estava no Dictionnaire gilbertin-français, feito em 1954 pelo padre católico Ernest Sabatier. O dicionário posteriormente foi traduzido para o inglês pela irmã Olivia, com o auxílio da Secretariado da Comunidade do Pacífico.

## Falantes
Cerca de 125.000 pessoas falam o gilbertês, das quais 98 000 vivem no Quiribáti, cerca de 97,2% do total da população do país. Os restante habita o atol de Nui, em Tuvalu, a ilha Rabi, em Fíji, Mili, nas ilhas Marshall, e outras ilhas onde os quiribatianos se mudaram — como as ilhas Salomão (mais especificamente a província de Choiseul) e Vanuatu, para onde muitos foram deslocados oficialmente, ou Nova Zelândia e Havaí, para onde muitos emigraram.
Ao contrário do que ocorre com muitos idiomas na região do Pacífico, o gilbertês está longe de estar extinto, e a maioria de seus falantes o usa diariamente. Somente 30% dos falantes do idioma são totalmente bilíngue com o inglês, o que é interpretado como um sinal de que não há perigo de sua absorção pelo idioma estrangeiro.

### Países com falantes do gilbertês
1. Quiribáti, 119 000
2. Fiji, 5300
3. Nauru, 1700
4. Ilhas Salomão, 1230
5. Tuvalu, 870
6. Vanuatu, 370
7. Populações reduzidíssimas noutros países (menos de 370 em cada)

## Dialetologia
O gilbertês tem dois dialetos principais; um dito 'setentrional' e o outro 'meridional'. As principais diferenças dizem respeito à pronúncia de certas palavras. As ilhas de Butaritari e Makin também possuem seus próprios dialetos, que diferem do gilbertês padrão tanto em vocabulário quanto na pronúncia.

### Dialetos
- Dialeto banabanês (ilha Banaba e Fiji)
- Dialeto gilbertês setentrional (Makin, Butaritari, Marakei, Abaiang, Taraua, Maiana, Kuria, Abemama, Aranuka, Tabiteuea, Nonouti, Ilha Beru e Nikunau)
  - Dialeto de Butaritari/Makin
- Dialeto nuiano (Tuvalu)
- Dialeto rabi (Fiji)
- Dialeto gilbertês meridional (Tabiteuea, Onotoa, Tamana e Arorae)

## Fonologia
O gilbertês tem 10 consoantes e 10 vogais (cinco curtas e cinco longas)
|           | Bilabial   | Bilabial | Apical | Velar |
| plain     | velarizada |          | Apical | Velar |
| --------- | ---------- | -------- | ------ | ----- |
| Nasal     | m          | mˠ       | n      | ŋ     |
| Plosiva   | p          | pˠ       | t¹     | k     |
| Fricativa |            | βˠ²      |        |       |
| Vibrante  |            | βˠ²      | ɾ³     |       |

1. /t/ é abrandada para [s] antes de /i/
2. A fricativa labiovelar /βˠ/ pode ser vibrante e aproximante, dependendo do contexto.[3]
3. /ɾ/ não ocorre no final de sílabas.[4]

|           | Anteriores | Posteriores |
| --------- | ---------- | ----------- |
| Fechadas¹ | i          | u           |
| Médias    | e          | o           |
| Abertas   |            | a           |

1. /i/ e /u/ curtos podem se tornar semivogais quando são sucedidos por vogais mais sonoras. /ie/ → [je] ('vela').[5] O gilbertês também possui nasais silábicas, embora os /n/ e /ŋ/ só possam ser sucedidos por consoanes que sejam homorgânicas.[3]

A quantidade é distintiva para as vogais e consoantes nasais, porém não o é para o restante dos sons; assim, ana (artigo da terceira pessoa do singular) contrasta com aana ('seu lado de baixo') bem como anna ('terra firme'). Outros pares mínimos incluem:
| Curta                                       | Longa                         |
| ------------------------------------------- | ----------------------------- |
| te ben ('coco maduro')                      | te been ('caneta')            |
| ti (marcador de sujeito na primeira pessoa) | tii ('somente')               |
| on ('cheio')                                | oon ('as/algumas tartarugas') |
| te atu ('pacote')                           | te atuu ('cabeça')            |
| tuanga ('contar a alguém')                  | tuangnga ('contar')           |